# Рухабатский этрап
Рухабатский этрап (туркм. Ruhabat etraby) — упразднённый этрап Ашхабада.
Образован постановлением Меджлиса Туркменистана от 24 мая 2013 года, когда в состав столицы страны были включены ряд территорий, в том числе часть земель Рухабатского этрапа Ахалского велаята, и исключены из состава территории Ахалского велаята. Новому территориальному образованию было присвоено название Рухабатский этрап города Ашхабада. В состав этрапа вошёл родной посёлок первого президента Туркменистана Сапармурата Ниязова — Кипчак.
В этрапе изначально предполагалось проведение значительного жилищного и социально-культурного строительства, его дальнейшее территориальное расширение. Основным направлением строительства в 2014 — 2017 годах стал жилой массив «Тязе заман». В нём было построено более двух тысяч жилых домов малой этажности, детские сады, школы, дом здоровья (включая поликлинику), дом культуры, спортивный комплекс, мечеть, торговые центры, дом быта, административные здания, пожарное депо, узел связи, разбиты несколько парков.
5 января 2018 года постановлением Меджлиса Туркменистана Рухабатский этрап был упразднён, а его территория административно распределена между другими районами Ашхабада.

## Хякимы этрапа
| №       | Хяким                              | Дата начала полномочий | Дата окончания полномочий |
| ------- | ---------------------------------- | ---------------------- | ------------------------- |
| 1.      | Аннабердиев Реджепмырат Какабаевич | 2013                   | 17.11.2014                |
| вр.И.О. | Гурбанов Ахмет Гурбангелдиевич     | 17.11.2014             | 19.01.2015                |
| 2.      | Байрамдурдыев Бегенч               | 19.01.2015             | 05.01.2018                |